# Gülşehir
Gülşehir là một huyện thuộc tỉnh Nevşehir, Thổ Nhĩ Kỳ. Huyện có diện tích 956 km² và dân số thời điểm năm 2007 là 26051 người, mật độ 27 người/km².